# Badminton-Jugendeuropameisterschaft 2021
Die Badminton-Jugendeuropameisterschaft 2021 für Sportler der Altersklasse U17 fand vom 7. bis zum 12. September 2021 in Podčetrtek statt.

## Sieger und Platzierte
| Disziplin    | Gold | Silber | Bronze |
| ------------ | --- | --- | --- |
| Herreneinzel | Alex Lanier | William Bøgebjerg | Charles Fouyn |
| Herreneinzel | Alex Lanier | William Bøgebjerg | Romeo Makboul |
| Dameneinzel  | Kaloyana Nalbantova | Joanna Podedworny | Yevheniia Kantemyr |
| Dameneinzel  | Kaloyana Nalbantova | Joanna Podedworny | Sofiia Lavrova |
| Herrendoppel | Baptiste Labarthe Alex Lanier | Daniil Dubovenko Gleb Stepakov                                                                                         | Anil Ulaç Atan Miraç Kantar |
| Herrendoppel | Baptiste Labarthe Alex Lanier | Daniil Dubovenko Gleb Stepakov                                                                                         | Jonathan Melgaard Mike Vestergaard |
| Damendoppel  | Daria Kharlampovich Galina Lisochkina | Maria Lezzhova Galina Mezentseva                                                                                       | Kaloyana Nalbantova Tsvetina Popivanova |
| Damendoppel  | Daria Kharlampovich Galina Lisochkina | Maria Lezzhova Galina Mezentseva                                                                                       | Malya Hoareau Camille Pognante |
| Mixed        | Jonathan Melgaard Maria Højlund Tommerup | Yevhenii Stolovoi Yevheniia Kantemyr                                                                                   | Oliver Butler Chloe Dennis |
| Mixed        | Jonathan Melgaard Maria Højlund Tommerup | Yevhenii Stolovoi Yevheniia Kantemyr                                                                                   | Viktor Petrović Anđela Vitman |
| Teams        | Russland Daniil Dubovenko Daria Kharlampovich Maria Lezzhova Galina Lisochkina Galina Mezentseva Georgii Petrov Gleb Stepakov Ilio Vesnovskiy | Frankreich Herveline Crespel Malya Hoareau Matteo Justel Baptiste Labarthe Alex Lanier Floriane Nurit Camille Pognante | Tschechien Daniel Dvořák Vojtěch Havlíček Patrik Hrazíra Kristina Kozempelová Lucie Krulová Petra Maixnerová Jan Rázl                             |
| Teams        | Russland Daniil Dubovenko Daria Kharlampovich Maria Lezzhova Galina Lisochkina Galina Mezentseva Georgii Petrov Gleb Stepakov Ilio Vesnovskiy | Frankreich Herveline Crespel Malya Hoareau Matteo Justel Baptiste Labarthe Alex Lanier Floriane Nurit Camille Pognante | Dänemark William Bøgebjerg Kajsa van Dalm Calvin Lundsgaard Jonathan Melgaard Sofie Røjkjær Lærke Thomsen Maria Højlund Tommerup Mike Vestergaard |